# Geert Bekaert
Geert Bekaert (Kortrijk, 9 april 1928 – Mortsel 11 september 2016) was een Belgische kunst- en architectuurcriticus, -theoreticus en -historicus. Vanaf 1950 schreef hij meer dan 1000 artikelen en teksten over beeldende kunst en architectuur, zowel in tijdschriften, in kranten als in boeken.

## Levensloop
Vlak na de Tweede Wereldoorlog, in 1946, trad Bekaert toe tot de Societas Jesu. Bij de jezuïeten volgde hij opleidingen in klassieke filologie, kunstgeschiedenis, theologie en filosofie. In 1950 debuteerde hij met een tekst over het werk van beeldhouwer Bert Servaes in De Linie, een tijdschrift dat onder Belgisch-Nederlandse samenwerking werd uitgegeven door de Societas Jesu.
Bekaert bleef publiceren over kunst en architectuur in De Linie, net als in Streven of De Nieuwe Gids, andere Belgische naoorlogse tijdschriften waarvan de redactie grotendeels uit jezuïtische intellectuelen bestond.
In 1958 was Bekaert curator van de tentoonstelling Ars Sacra in de Sint-Pieterskerk in Leuven, in samenwerking met kunst- en designcriticus K.N. Elno. Daarna speelde hij tot diep in de jaren zestig een cruciale rol in de discussie en de theorievorming over geseculariseerde kunst enerzijds, en over nieuwe, moderne kerkarchitectuur anderzijds. Over het eerste thema publiceerde hij in 1966 het boek Pop. Het wezen van de kunst, uitgegeven bij het Davidsfonds; over kerkenbouw verscheen zijn eerste grote boek bij uitgeverij Lannoo in 1967 onder de titel In een of ander huis. Kerkbouw op een keerpunt.
Ondertussen was Bekaert docent geworden aan verschillende academies, hogescholen of universiteiten in de Benelux - een taak die hij tot in de jaren negentig zou blijven vervullen. Bekaert gaf onder meer les aan de Academie van Bouwkunst in Amsterdam, de Technische Universiteit Delft, de Limburgse Academie voor Bouwkunst in Maastricht, het Nationaal Hoger Instituut voor Bouwkunst en Stedenbouw in Antwerpen, de Technische Universiteit Eindhoven en de Katholieke Universiteit Leuven.
In 1971 was hij curator van de reizende tentoonstelling Bouwen in België 1945-1970, die voor het eerst een kritisch en omvattend beeld gaf van de naoorlogse architectuurproductie in België. In de bijhorende catalogus schetste Bekaert samen met architect Francis Strauven het landschap van de Belgische architectuur als een verdrongen maar bijzonder en vaak kwalitatief hoogwaardig veld van realisaties.
In 1972, na te zijn uitgetreden uit de Societas Jesu, werd Bekaert curator van de architectuurpublicaties bij de Luiks-Parijse uitgeverij Pierre Mardaga. Onder zijn redactie verschenen Franse vertalingen van zowel hedendaagse als historische auteurs.
In 1988 werd het oeuvre van Bekaert voor het eerst uitvoerig bekroond: voor zijn nieuwste boek over kerkenbouw, Landschap van kerken, kreeg hij zowel de prijs voor het Essay van de provincie Antwerpen, als de prijs van de krant De Standaard voor het beste boek. Hetzelfde jaar ontving hij de Rotterdam-Maaskantprijs, de belangrijkste onderscheiding die een architecturaal of architecturaal-theoretische oeuvre in de Nederlanden ten deel kan vallen.
Van 1967 tot 1989 maakte Bekaert met de Belgische regisseur Jef Cornelis verschillende films voor de openbare Belgische televisieomroep, zoals de allereerste documentaire over de Nederlandse architect Rem Koolhaas en diens bureau Office for Metropolitan Architecture, uitgezonden door de BRTN in 1985.
Bekaert was begin jaren negentig nog hoofdredacteur tijdens de hoogdagen van het architectuurtijdschrift Archis, werd in 1988 voorzitter van de Stichting Interieur in Kortrijk. In 1998 werd hij aan de Rijksuniversiteit Gent gehuldigd met een eredoctoraat. In 1999 werd hij tijdelijk president van het pas opgerichte Vlaams Architectuur Instituut. In 2002 werd hij bekroond met de Frank Devienne Lifetime Achievement Award. In 2008, op zijn tachtigste verjaardag, verscheen het vierde deel van de Verzamelde Opstellen van Geert Bekaert, onder de titel De Kromme Weg. In 2009 werd Bekaert genomineerd voor de CultuurPrijs Vlaanderen in de categorie Architectuur.
In 2006 verwierf de UGent de volledige bibliotheek met archief (ongeveer 20 000 titels) van Bekaert. Dit archief bracht men onder in de nieuw ingerichte faculteitsbibliotheek Ingenieurswetenschappen en Architectuur.

## Thematiek
De eerste teksten en boeken van Bekaert situeerden zich nog min of meer in een expliciet religieuze context. Openlijk werd de vraag gesteld hoe kunst, liturgie en kerkenbouw nog mogelijk bleven in een moderne, geseculariseerde wereld. Bekaert ontwikkelde zo de notie van "woonkerken", waarin op een radicale manier, met behulp van de moderne architectuur, de gemeenschap zich kon verenigen. Ook de beeldende kunst werd door Bekaert in een dergelijk, voor de jaren zestig zeer kritisch en vooruitstrevend licht geplaatst.
Vanaf de jaren zeventig richt Bekaert zich meer en meer, hoewel niet exclusief, op de architectuur. In een mengvorm tussen een zeer kritisch laatmarxisme (beïnvloed door onder meer de Italiaanse architectuurtheoreticus Manfredo Tafuri) en een op het plezier van de architectuurlectuur gericht estheticisme (aangestuurd door het werk van Roland Barthes), onderwerpt Bekaert zowel de Belgische als de internationale architectuur aan analyse en kritiek. Vooral de talrijke illusies of inmengingen die het ontwerpproces kunnen beïnvloeden of sturen, en die de architectuur beletten van zichzelf te zijn, moeten het daarbij ontgelden.
In de jaren 80, het tijdperk van het bloeiende postmodernisme, schrijft Bekaert daarover zijn sleuteltekst Architectuur zonder schaduw. De problematiek van het erfgoed en de monumentenzorg, en van de vaak loodzware last van het verleden, wordt ook meer en meer een belangrijk - en erg polemisch - deel van zijn werk.
Langzaamaan wordt ook de Belgische architectuur volwassen en komt er een generatie van jonge, ongeremde en gedurfde architecten aanzetten - een tendens die door Bekaert wordt aangemoedigd, en die een klimaat tot stand brengt dat door hem wordt vergeleken met dat van de art nouveau uit het fin de siècle. In deze periode munt Bekaert ook de notie van de 'gemeenplaats van de poëzie', die aangeeft dat architectuur steeds zeer banale of clichématige elementen bevat, die vervolgens toch tot een poëtisch gebeuren worden verheven.
In de jaren 90 bloeit de autonomie van de nationale en internationale architectuur steeds verder open - iets wat tot zeer bijzondere en poëtische teksten van Bekaert aanleiding geeft, over verschillende architecturale realisaties van architecten uit de hele wereld. Ook de keerzijde van het succes van de architectuur blijft Bekaert echter benadrukken, zoals bijvoorbeeld de inmenging van de overheid of het verschuiven van de middelmaat naar wat voordien als de hoogste klassen werd beschouwd.
Het werk van Geert Bekaert is moeilijk tot één overheersende stroming terug te brengen. Sinds de jaren vijftig heeft zijn theorie en kritiek het voorbijgaan van de ideeëngeschiedenis beleefd en becommentarieerd - modernisme, postmodernisme, marxisme, existentialisme, structuralisme en poststructuralisme komen aan bod maar worden steeds op een tijdloze, haast klassieke manier als voorbijgaande modes beschouwd.
Bekaert beriep zich daarbij vaak op het werk van dichters of schrijvers zoals (Paul Celan, Bataille of Valéry) of van filosofen (Hegel, Heidegger of Derrida). Het is echter zowel de doordeweekse beleving van de bewoner of de lezer, als het eenmalige, uitzonderlijke werk van de architectuur of de auteur die voor hem, tekst na tekst, bleef primeren.

## Belangrijkste onderscheidingen
- 1988: Rotterdam-Maaskantprijs
- 1998: Eredoctoraat UGent
- 2002: de Frank Devienne 'Lifetime Achievement Award'

## Publicaties (selectie)
- Pop. Het wezen van de kunst, Horizonreeks nr.2, Davidsfonds, Leuven, 1966.
- Het einde van de architectuur, Limburgse Academische Bibliotheek, Postuniversitair Centrum Limburg, Hasselt, 1967.
- In een of ander huis. Kerkbouw op een keerpunt, Lannoo, Tielt/Den Haag, 1967.
- 'Architect en architectuur', in: TABK, nr.1, januari 1970, pp. 12–15.
- Bouwen in België 1945-1970 of La Construction en Belgique 1945-1970, (met Francis Strauven),  Tentoonstellingscatalogus, Nationale Confederatie van het Bouwbedrijf, Brussel, 1971.
- Charles Vandenhove, Mardaga, Brussel, 1976.
- 'Het alibi van de architectuur. Bob Van Reeth', in: Forum XXVI, nr.3 (themanummer Bob Van Reeth), 1977, pp. 4–22.
- A la recherche de Viollet-le-Duc, Mardaga, Luik, 1980.
- 'Het recht op architectuur', in: wonen-TA/BK, nr.4, februari 1981, pp. 9–17.
- 'De Odyssee van een verlicht ondernemer. Rem Koolhaas', in: wonen-TA/BK, nrs.13-14, juli 1982, pp. 50–57.
- 'Wie over architectuur wil spreken, sta op, en zwijge. Bedenkingen van een buitenstaander; buitenstaanders hebben gemakkelijk spreken', in: wonen-TA/BK, nr.11, juni 1983, pp. 10–27.
- Architecturae Liber XI. Cogels-Osylei Antwerpen. Architectuurparade, Mardaga, Luik, 1984.
- Aldo Rossi. Het analogon van een proletarische architectuur, Vlees & Beton, nr.6, Mechelen, 1986.
- Landschap van kerken. 10 eeuwen bouwen in Vlaanderen, Standaard Uitgeverij, Antwerpen; Davidsfonds, Leuven, 1987.
- 'Belgische architectuur als gemeenplaats. De afwezigheid van een architectonische cultuur als uitdaging', Archis, nr.9, september 1987, pp. 10–11.
- Architectuur zonder schaduw/Architecture devoid of shadow, 010Publishers, Rotterdam, 1988.[3]
- Sea Trade Center Zeebrugge, Standaard Uitgeverij, Antwerpen, 1990.
- 'Het werkelijke van het vertoog. Eupalinos ou l’architecte', in: OASE, nr.40, Poièsis en architectuur, zomer 1994, uitgeverij NAi, Rotterdam.[4]
- Hedendaagse architectuur in België, Lannoo, Tielt, 1995.
- "Coda Proza: Ulysses, Le Savon, De Goddelijke Komedie, Aeschylos", BRTN, 1995.[5][6][7][8]
- De ongemakkelijkheid van André Verroken, uitgeverij Carto, Brussel, 1998.
- Stéphane Beel Architect, Ludion, Gent-Amsterdam, 1999.
- AWG Bob Van Reeth architecten, Ludion, Gent-Amsterdam, 2000.
- Maarten Van Severen, Ludion, Gent-Amsterdam, 2000.
- Xaveer De Geyter Architecten 12 Projecten, Ludion, Gent-Amsterdam, 2001.
- Een reis naar Japan, Vlees & Beton, nrs.58-59, Ghent University Architectural & Engineering Press, Gent, 2002.
- 'Het fascinerende begin', in: De Witte Raaf, nr.132, maart-april 2008, pp. 1–3.[9]
- 'Renaat Braem 1910 2001/2010', in De Witte Raaf, nr.148, november-december 2010, pp. 4–5.[10]
- De Verzamelde opstellen van Geert Bekaert bestaan momenteel uit negen delen.
  - Deel 1, Stapstenen. 1950-65, vzw Stichting Monumenten- en Landschapszorg, Brussel, 1985. (Redactie: Mil De Kooning en Herman Stynen.)
  - Deel 2, Los in de ruimte. 1966-1970, vzw Stichting Monumenten- en Landschapszorg, Brussel, 1986. (Redactie: Mil De Kooning en Herman Stynen.)
  - Deel 3, Hierlangs. 1971-1980, 2007.
  - Deel 4, De Kromme Weg. 1981-1985, 2008.
  - Deel 5, Spoorloos. 1986-1990, 2008.
  - Deel 6, Nergens blijven. 1991-1995, 2009.
  - Deel 7, Schuilplaats. 1996-2000, 2009.
  - Deel 8, Kleur bekennen. 2001-2005, 2010.
  - Deel 9, Wijnvlekken. 2006-2010, 2012.

(Redactie delen 3 t/m 9: Christophe Van Gerrewey en Mil De Kooning, uitgegeven in de reeks Vlees & Beton door WZW Editions & Productions, Gent.)
Delen 1 en 2 zijn online te raadplegen op DBNL.org en DBNL.be.
Eind 2011 verscheen een Engelstalige bloemlezing onder de titel Rooted in the Real. Writings on Architecture, met Christophe Van Gerrewey als redacteur, uitgegeven bij WZW Editions & Productions, Gent, en verspreid door Exhibitions International, Leuven. In 2015 werd het proefschrift van Christophe Van Gerrewey over het werk van Geert Bekaert uitgegeven bij A&S/books, Gent: Architectuur, een gebruiksaanwijzing. Theorie, kritiek en geschiedenis sinds 1950 volgens Geert Bekaert.